# 卡爾皮夫卡 (敖德薩州)
參數所指定的目標頁面不存在，建議更正成存在頁面或直接建立下列一個頁面（建立前請先搜尋是否有合適的存在頁面可以取代）：
- 卡爾皮夫卡

46°47′20″N 30°15′1″E / 46.78889°N 30.25028°E
卡爾皮夫卡（羅馬化：Karpivka）是烏克蘭西南部敖德萨州羅茲迪利納區羅茲迪利納市鎮的村莊。該村始建於1924年，面積0.61平方公里，人口117人，人口密度每平方公里264.37人。